# Dilophus plaumanni
Dilophus plaumanni är en tvåvingeart som beskrevs av Edwards 1938. Dilophus plaumanni ingår i släktet Dilophus och familjen hårmyggor. Inga underarter finns listade i Catalogue of Life.